# Monte Alegre (Rio Grande do Norte)
Monte Alegre – miasto i gmina w Brazylii, w stanie Rio Grande do Norte. Znajduje się w mezoregionie Agreste Potiguar i mikroregionie Agreste Potiguar.